# Посёлок имени 26 Бакинских Комиссаров
имени 26 Бакинских Комиссаров (азерб. 26 Bakı komissarı) — упразднённый посёлок городского типа в Нефтечалинском районе Азербайджана. Бывший административный центр одноименного поселкового совета. Упразднён в 1993 г., территория включена в состав посёлка Гасанабад.

## География
Располагался на Приморской низменности, к югу от низовьев реки Куры. В бывшем посёлке расположена железнодорожная станция Нефтечала.

## История
На военно-топографическая пятиверстная карта Кавказского края 1926 года на месте поселка отмечен населенный пункт Новая Васильевка. Официальной датой возникновения поселка считается 1935 г.
В 1993 г. постановлением Милли Маджлиса РА посёлок Советабад (входивший в состав поселкового совета имени 26 Бакинских Комиссаров) отнесен к категории поселков городского типа и переименован в Гасанабад с перенесением в него центра поссовета, тем же постановлением в состав посёлка включен посёлок городского типа имени 26 Бакинских Комиссаров с исключением из учетных данных.

## Население
| 1959 | 1970 | 1979 | 1989 |
| ---- | ---- | ---- | ---- |
| 5745 | 2715 | 2345 | 1831 |